# Tsampa

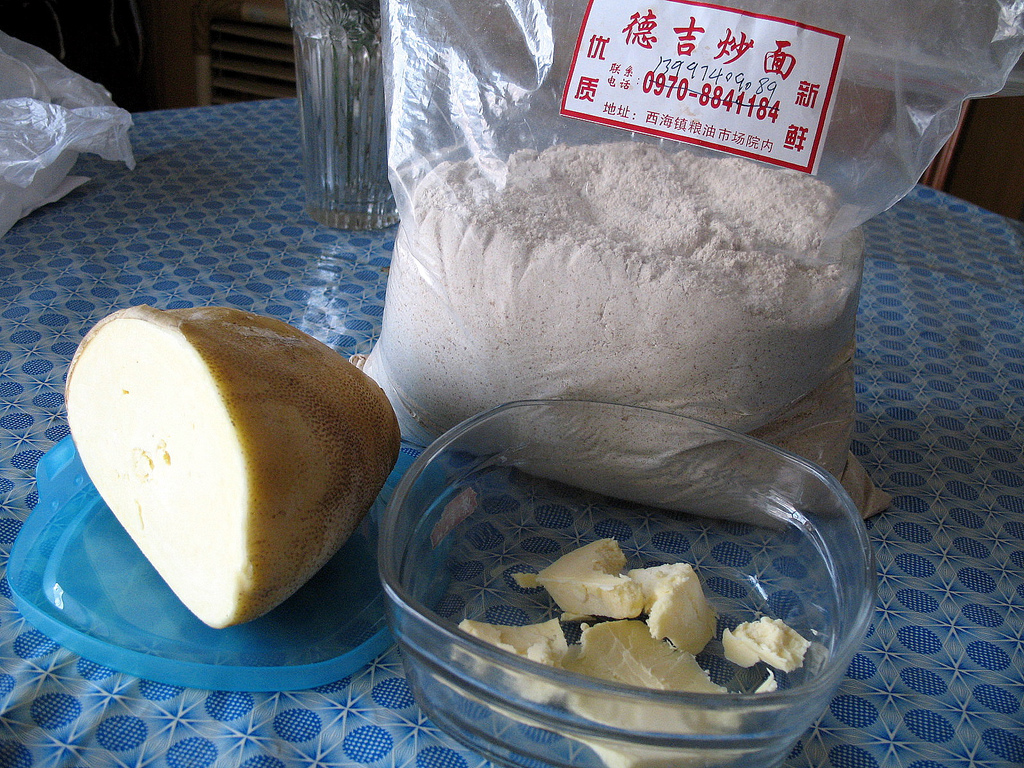
Ingredientes para preparação de tsampa

Tsampa ou tsamba (em tibetano: རྩམ་པ་; Wylie: rtsam pa; em nepali: साम्पा; chinês: 糌粑, pinyin: zānbā) é um alimento básico no Tibete, Himalaias do Nepal e Ladaque oriental (noroeste da Índia), principalmente na parte central dessa região. O nome aplica-se tanto a um tipo de farinha torrada, geralmente de cevada, embora também possa ser de trigo, como a uma papa preparada com aquela farinha. Normalmente é consumida misturada com  chá com manteiga (tradicionalmente de iaque), uma bebida muito salgada.

## Preparação
A preparação é muito simples de preparar, sendo muito usada em viagem por xerpas, nómadas e outros viajantes. Embora a tsampa seja tradicionalmente confecionada com chá, por vezes é usada água ou cerveja . Pode também ser preparada como uma papa. Segundo o médico e explorador francês André Migot, a receita de tsampa é a seguinte:
| “ | Coloque um pouco de chá com manteiga no fundo da tigela e deite uma grande porção de tsampa por cima. Mexa delicadamente com o dedo indicador e depois amasse com a mão, ao mesmo tempo que roda a tigela, até que se obtenha uma massa, à qual se adiciona então mais chá. A preparação exige muita destreza manual e é preciso alguma prática para escolher corretamente quanta tsampa é precisa para uma certa porção de chá. Até se conseguir acertar nessas proporções, é provável que o produto final se pareça mais com um bocado de massa seca ou uma pasta semilíquida que se pega aos dedos. Por vezes mistura-se uma espécie de leite em pó feito de coalhada seca ao sol. | ” |

## Significado cultural e político
Além de constituir um alimento substancial, provavelmente predominante na dieta tibetana, a sua importância deve-se também à tradição de atirar pitadas de tsampa ao ar durante os rituais do budismo tibetano. Acredita-se que o costume de atirar tsampa ao ar é anterior ao budismo na região e foi originalmente uma forma de oferenda a deuses animistas para pedir a sua proteção. A tradição foi depois incorporada no budismo como um "símbolo de alegria e celebração", que é praticada em ocasiões de celebração como casamentos e nascimentos. Atualmente é especialmente signficativa nas celebrações do Ano Novo, quando é acompanhada por versos cantados que expressam o desejo de boa sorte para o ano que começa, tanto para si próprio como para os outros. O atirar detsampa também ocorre na maior parte dos funerais budistas tibetanos, nos quais se crê libertar a alma do defunto.
No passado o termo "comedor de tsampa" (em inglês: tsampa-eater) foi usado para promover a identidade tibetana. Os tibetanos falam diversos dialetos, são adeptos de diversas seitas religiosas e vivem em diferentes regiões, mas é suposto que todos os tibetanos comem tsampa. Em 1957, o jornal tibetano com sede na Índia Tibet Mirror dirigiu um apelo a "todos os comedores de tsampa" encorajando-os a participar naquilo que seria a Revolta no Tibete em 1959. Mais recentemente, com o aumento da diáspora tibetana, tem vindo a ser dado menos enfâse na tsampa e mais enfâse no budismo tibetano como elemento de construção de uma identidade tibetana unificada.